# Octobre 1905

## Événements
- Afrique orientale britannique[1]: répression de la révolte gusii (1905-1908).

- 2 - 18 octobre : grève des typographes de Moscou.

- 3 octobre : l'un des frères Wright effectue un vol de 24,535 km en 25 minutes et 5 secondes. (distance et temps de vol non officiels. cf. 1904)

- 4 octobre :
  - résolution de Fiume[2]. Au parlement autonome de Zagreb, les nationalistes croates créent une coalition avec les Serbes, dirigée par Frano Supilo, Ante Trumbić et le Serbe Pribijevic.
  -  : l'un des frères Wright effectue un vol de 33,456 km en 33 minutes et 17 secondes. (distance et temps de vol non officiels. cf. 1904)

- 5 octobre : l'un des frères Wright effectue un vol de 38,956 km en 38 minutes et 3 secondes. (distance et temps de vol non officiels. cf. 1904)

- 12 - 14 octobre : création de la Fédération aéronautique internationale (FAI) à Paris. La FAI affirme notamment qu'elle est seule habilitée à homologuer les records aériens.

- 12 - 18 octobre, Russie : fondation du Parti constitutionnel démocratique (KD).

- 20 octobre, Russie : début d'une grève des chemins de fer qui se transforme en grève générale, pour réclamer la journée de 8 heures, les libertés démocratiques et la convocation d'une Assemblée constituante.

- 21 octobre : les troupes d'Afrique orientale allemande attaquent les N'goni qui ont rejoint la rébellion des Maji-Maji.

- 22 octobre[3] : début de la « Semaine rouge » à Santiago du Chili. La répression fait 40 morts.

- 25 - 31 octobre, Russie : fondation du Parti constitutionnel démocratique (KD) par les libéraux, issu de l’Union de Libération.

- 26 octobre :
  - Le roi de Suède Oscar II renonce au trône de Norvège.
  - Soviet de Saint-Pétersbourg créé par les mencheviks. Les Izvestia en sont l’organe de presse.

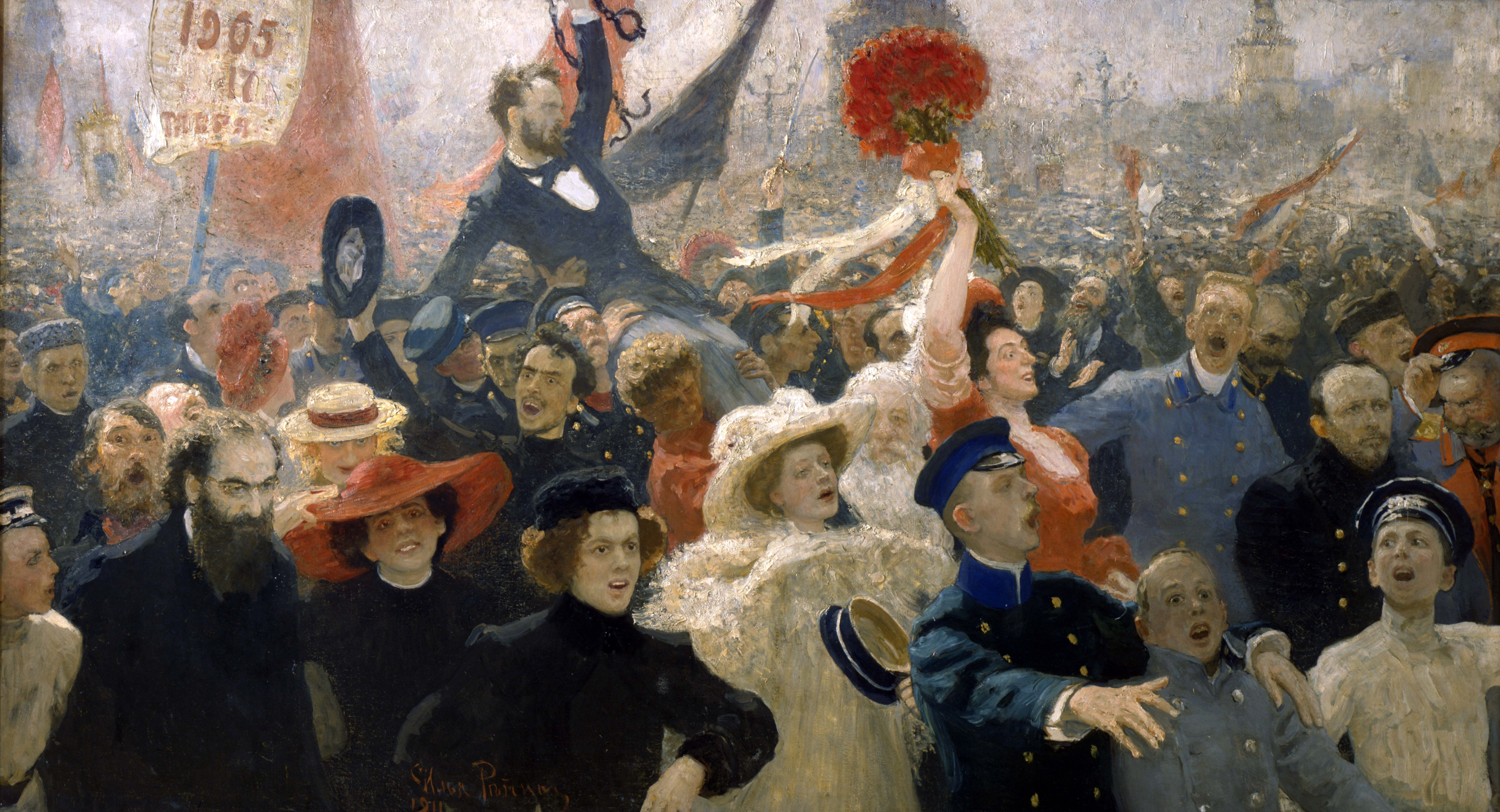
Le Mouvement d'octobre vu par Ilia Répine

- 31 octobre : le rapport de la commission d’enquête sur l'État indépendant du Congo dénonce le traitement réservé à la population indigène par les autorités coloniales.

- 30 octobre, Russie : le tsar signe le Manifeste d'octobre de Serge Witte : libertés civiques, développement futur du suffrage universel, association réelle d’une Douma élue au processus législatif. Amnistie partielle.

- 31 octobre - 3 novembre, Russie : pogrom d’Odessa à l’instigation des « centuries noires ».

## Naissances
- 5 octobre : Bernard Van Rysselberghe, coureur cycliste belge († 25 septembre 1984).
- 6 octobre : Helen Wills joueuse de tennis américaine († 1er janvier 1998).
- 10 octobre : Maximilien Rubel, théoricien communiste († 28 février 1996).
- 11 octobre : Jean-Marie Villot, cardinal français, secrétaire d'État († 9 mars 1979).
- 13 octobre :
  - Paul De Groote, homme politique belge († 23 février 1997).
  - Yves Allégret, réalisateur français († 31 janvier 1987).
- 22 octobre :
  - Maurice Geldhof : coureur cycliste belge († 26 avril 1970).
  - Karl Jansky : physicien et ingénieur radio américain († 14 février 1950).
- 26 octobre : George Flahiff, cardinal canadien, archevêque de Winnipeg (Canada) († 22 août 1989).

## Décès
- 3 octobre : José-Maria de Heredia, poète français.
- 6 octobre : Ferdinand von Richthofen, géographe et géologue allemand.
- 23 octobre : Émile Oustalet, zoologiste français (° 1844).
- 28 octobre : Alphonse Allais, écrivain et humoriste français.
- 29 octobre : Étienne Desmarteau, athlète.